# Astyleiopus
Astyleiopus is een kevergeslacht uit de familie van de boktorren (Cerambycidae). De wetenschappelijke naam van het geslacht werd voor het eerst geldig gepubliceerd in 1956 door Dillon.

## Soorten
Astyleiopus is monotypisch en omvat slechts de volgende soort:
- Astyleiopus variegatus (Haldeman, 1847)